# Marina Endicott

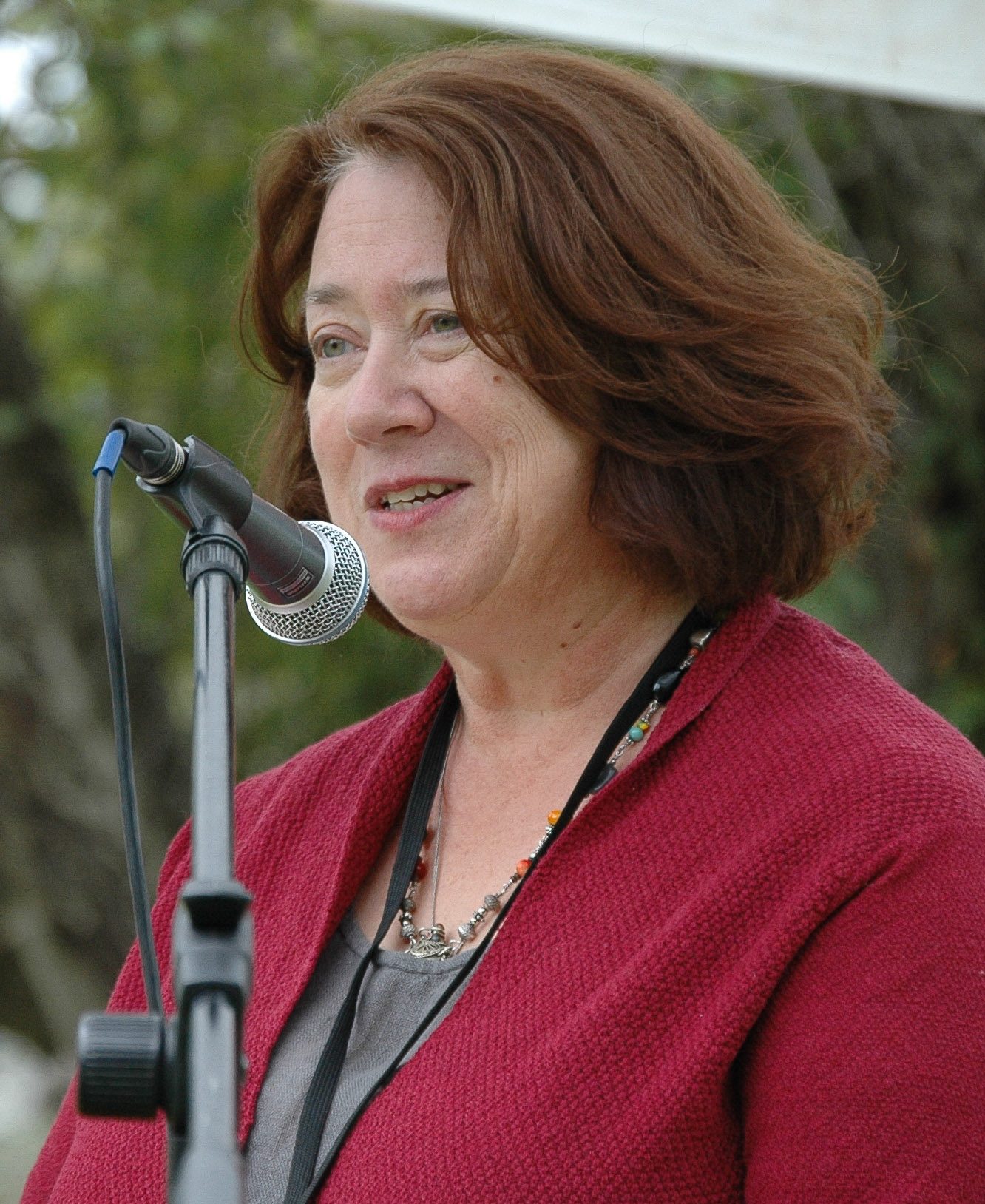
Marina Endicott

Marina Endicott (* 14. September 1958 in Golden, British Columbia, Kanada) ist eine kanadische Schriftstellerin, die Romane und Kurzgeschichten verfasst. Ihr zweiter Roman, Good to a Fault, gewann 2009 den Commonwealth Writers Prize for Canada and the Caribbean und stand auf der Shortlist des Giller Prize. Früher arbeitete sie als Schauspielerin und Dramaturgin.

## Leben
Marina Endicott wurde 1958 in Golden, British Columbia, geboren und wuchs in Halifax und Yarmouth, Nova Scotia, sowie in Toronto, Ontario, auf.
Sie arbeitete als Schauspielerin, bevor sie nach London, England, zog, wo sie sich der Schriftstellerei zuwandte. Nach Kanada kehrte sie 1984 zurück, wo sie in Saskatoon als Theaterdirektorin und Dramaturgin arbeitete. Für einige Jahre war sie die Dramaturgin am Saskatchewan Playwrights Centre. 1992 zog sie weiter in den Westen Kanadas, als sie ihrem Mann Peter Ormshaw nach Mayerthorpe, Alberta, folgte, wo er seinen Dienst bei der Royal Canadian Mounted Police antrat.  Seitdem lebten beide in Cochrane und Edmonton und haben zwei Kinder. Gegenwärtig leben sie in Edmonton, Alberta.
Auf die Frage, warum Endicott ihre berufliche Ausrichtung geändert habe, antwortete sie: „Being an actor isn't an easy life. The work is so ephemeral... I write novels instead of plays because I like the intimate link of the silent writer and the silent reader“.
Endicotts erste Kurzgeschichte erschien 1985. Ihre Geschichten wurde in der Anthologie Coming Attractions zusammengefasst und 1993 auf der Shortlist des Journey Prize geführt. Ihr erster Roman, Open Arms (2001), war Finalist beim Amazon.ca/Books in Canada First Novel Award und wurde als Hörfassung von CBC Radio’s Between the Covers 2003 vorgetragen. Ihr Langgedicht über den Mayerthorpe-Vorfall, Mayerthorpe, stand auf der Shortlist für den CBC Literary Award 2006. Ihr dritter Roman, The Little Shadows, 2011 bei Doubleday veröffentlicht, wurde auf der Shortlist für den Governor General’s Award for Fiction geführt.

## Auszeichnungen
- 1993 Shortlist, Journey Prize
- 2003 nominiert für den Amazon.ca First Novel Award (für Open Arms)
- 2008 Finalist, Giller-Preis (für Good to a Fault)
- 2009 Commonwealth Writers’ Prize for Best Book, Canada and the Caribbean (für Good to a Fault)
- 2010 Longlist, International IMPAC Dublin Literary Award
- 2011 Longlist, Giller-Preis (für The Little Shadows)
- 2011 Finalist, Governor General’s Award for Fiction, englischsprachige Sparte (für The Little Shadows)

## Werk
- Open Arms (2001) Douglas & McIntyre ISBN 978-1-55111-932-8
- Good to a Fault (2008) Freehand Books ISBN 978-1-55111-999-1
  - Die Zufallsfamilie. Übers. Ulrike Wasel, Klaus Timmermann. Droemer, München 2011, ISBN 978-3-426-19876-6
- Open Arms (2009) NA Freehand Books
- New Year's Eve (2011) GoodReads/HarperCollins ISBN 978-1-926583-33-4
- The Little Shadows (2011) Doubleday Canada ISBN 0-385-66891-0
- Close to Hugh, 2015, Doubleday Canada[3]